# Stereophallodon
Stereophallodon – rodzaj gada ssakokształtnego z rodziny ofiakodontów. Żył od późnego karbonu do wczesnego permu na terenie dzisiejszej Ameryki Północnej.